# Kritzmow
Kritzmow är en kommun och ort i Landkreis Rostock i förbundslandet Mecklenburg-Vorpommern i Tyskland.
Kommunen ingår i kommunalförbundet Amt Warnow-West tillsammans med kommunerna Elmenhorst/Lichtenhagen, Lambrechtshagen, Papendorf, Pölchow, Stäbelow och Ziesendorf.